# Майсурский дворец
Майсурский дворец, или дворец Амба Вилас (каннада: ಮೈಸೂರು ಅರಮನೆ или ಅಂಬಾ ವಿಲಾಸ ಅರಮನೆ) — дворец в городе Майсур на юге Индии. Это официальная резиденция Водеяров — бывшей королевской семьи Майсура. В нём также располагаются два Зала собраний Дурбар (церемониальные залы собраний королевского двора).
Майсур обычно называют Городом дворцов, однако, термин «Майсурский дворец» относится только к одному, находящемуся в пределах старой крепости. Водейяры построили дворец в XIV веке, он неоднократно уничтожался и отстраивался вновь. Текущую версию дворца начали возводить в 1897 году и закончили в 1912 году. Позже он был расширен в 1940 году.
Майсурский дворец является самой известной достопримечательностью Индии после Тадж-Махала, с более чем 2,7 миллионами посетителей. Цена посещения — 70 рупий. Все посетители обязаны снять обувь перед входом во дворец.
Регентша Майсура, Махарани Вани Виласа Саннидхана, мать Махараджи Кришнараджи Водеяра IV, управлявшая государством до 8 августа 1902 года (до совершеннолетия сына), наняла британского архитектора, Генри Ирвина, чтобы построить ещё один дворец на старом месте. Строительство было завершено в 1912 году. Постепенно старая крепость также благоустраивалась и населявшие её жители переселились за её стены в новые отстроенные районы. Существующее сегодня крыло с Залом собраний Дурбар было построено много позже, примерно в 1940 году.

## Архитектура

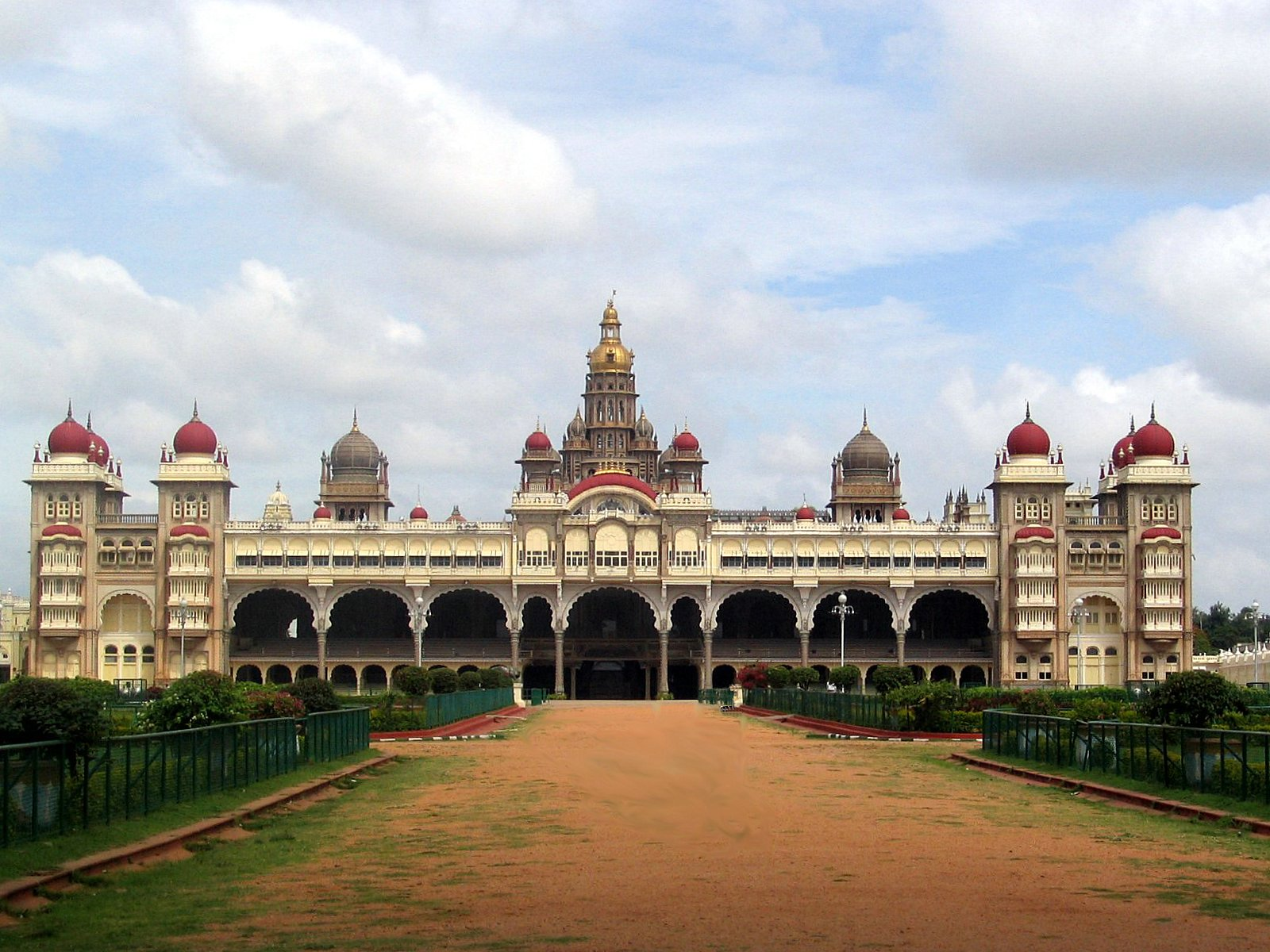
Майсурский дворец, вид спереди

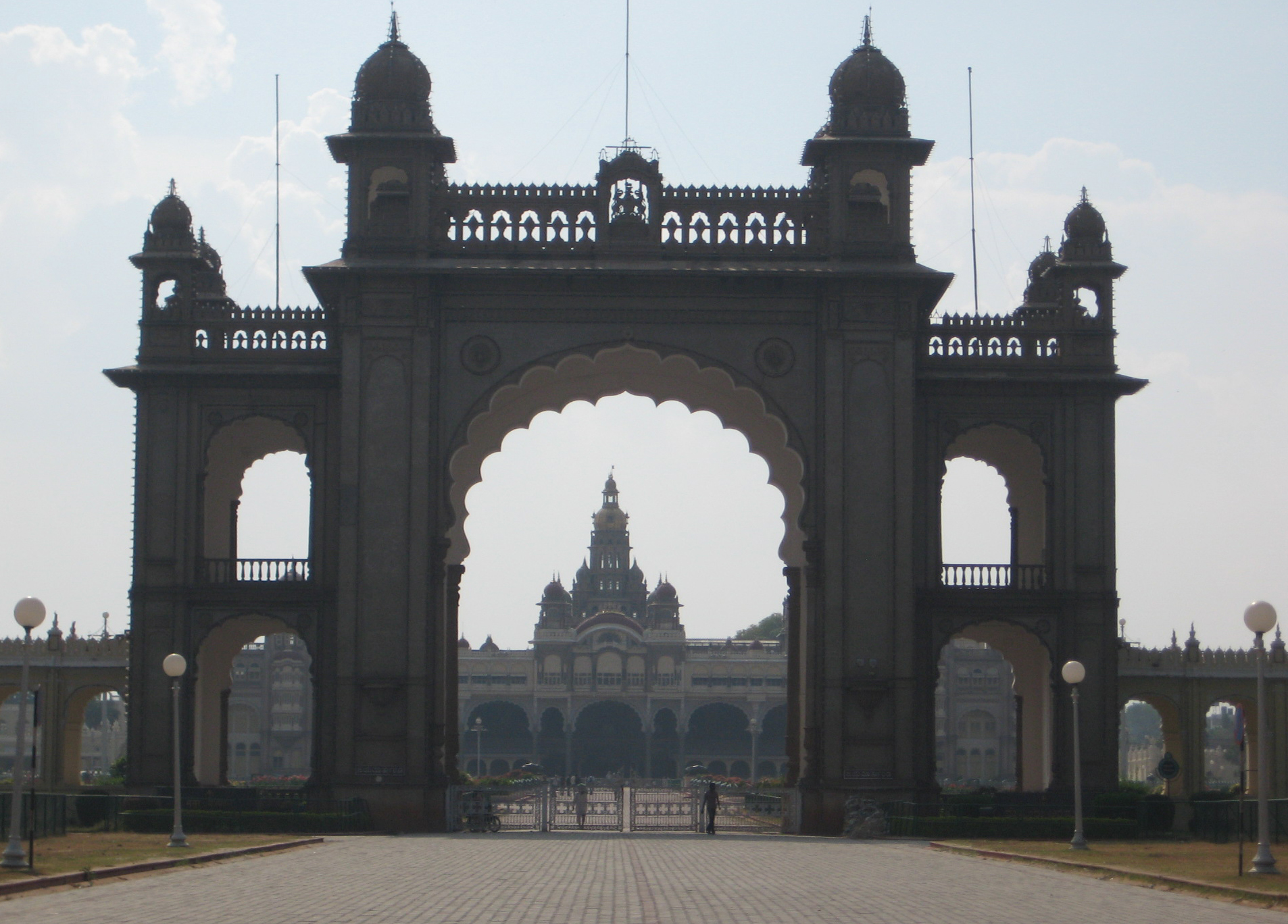
Центральный проход к Майсурскому дворцу

Архитектурный стиль дворца обычно описывается как индо-сарацинский, и сочетает в себе индуистские, мусульманские, готические стили в архитектуре и стиль раджпутов. Это трёхэтажное каменное строение с мраморными куполами и 44-метровыми пятиэтажными башнями. Дворец окружён большим садом.
Три этажа каменного здания из серого гранита с розовыми мраморными куполами спроектировал Генри Ирвин. Фасад имеет семь широких арок и две поменьше, с флангов от центральной арки, которые поддерживаются высокими колоннами.
Над центральной аркой располагаются впечатляющие скульптуры Гаджалакшми, богини богатства, процветания, удачи и изобилия, и слонов.

## Дворцовые мероприятия

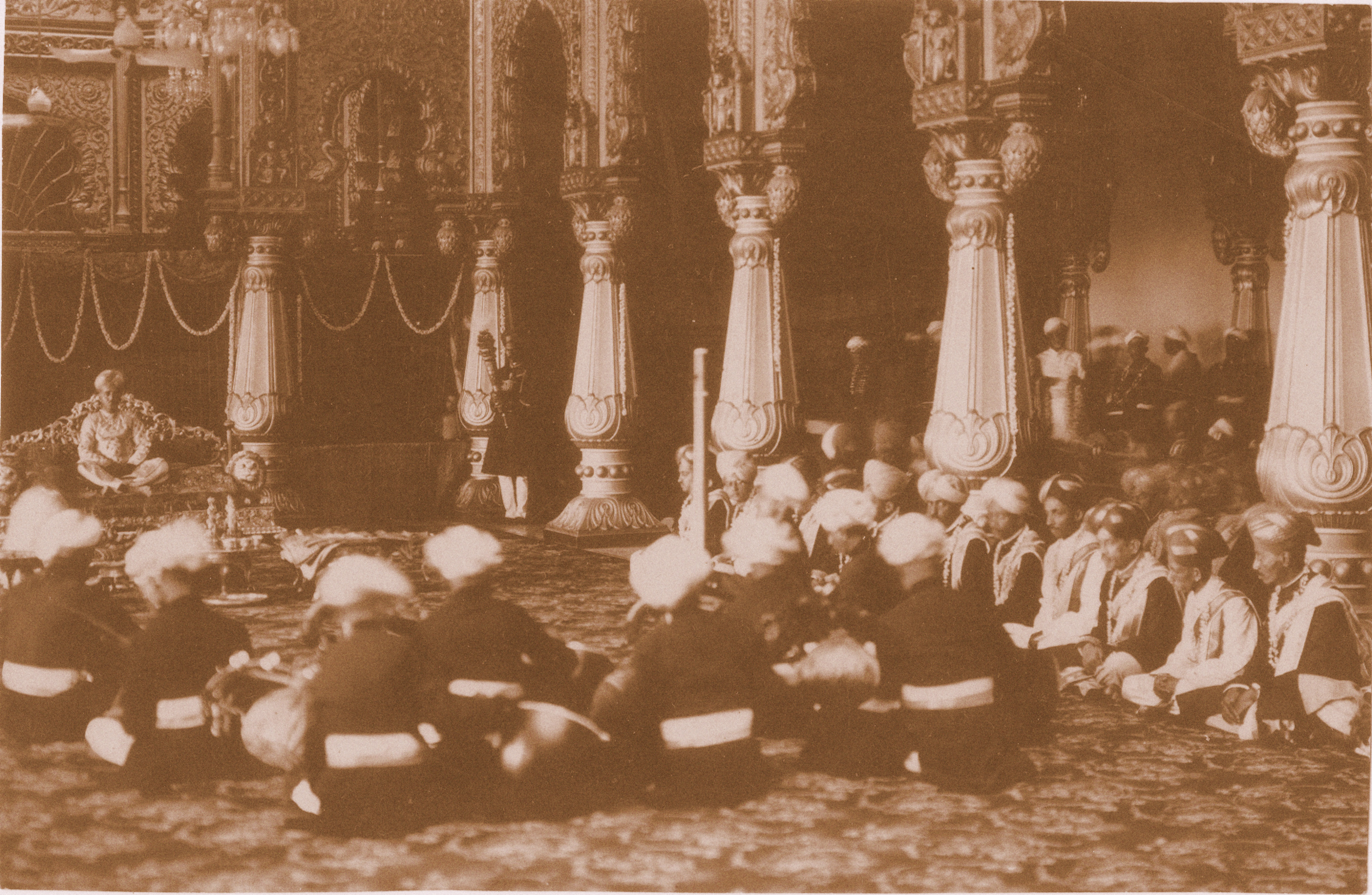
Концерт во дворце

Каждую осень во дворце проводится фестиваль Дашара, во время которого на сцене дворца выступают артисты. На десятый день фестиваля проводится парад слонов.
Дашара — самый экстравагантный фестиваль Майсура. Он отмечается в сентябре и октябре каждого года.
Праздник отмечается в память о победе великой богини Дурги над демоном Махишасурой и, таким образом, символизирует торжество добра над злом согласно индуистской мифологии. Некоторые называют её Чамундесвари.
Этот праздник отмечается Водеярами в Шрирангапатнаме с 1610 года и в Майсуре с большой помпой с 1799 года. Эта традиция по-прежнему сохраняется, хотя масштабы празднования уменьшились. Торжества в период фестиваля Дашара стали неотъемлемой частью культуры и быта в городе Майсур.
Во время этого фестиваля Майсурский дворец освещается более чем 96000 лампочек в течение двух месяцев.

## Уникальные залы
- Амбавиласа

Использовалась королём для частных аудиенций. Вход в этот роскошный зал открывают изящные двери, выполненные из красного дерева и инкрустированные слоновой костью. Центральный неф зала имеет украшенные росписью с позолотой колонны, цветные витражи на потолке, декоративные металлические решётки и люстры с красивыми цветочными мотивами, отражающиеся в покрытых флорентийской мозаикой полах самоцветы.
- Гомбе Тотти (Павильон кукол)

Осмотр дворца обычно начинается с Гомбе Тотти, галереи традиционных кукол XIX — начала XX веков. В павильоне также находится прекрасная коллекция индийской и европейской скульптуры и предметов парадного церемониала, как например, хаудах (деревянное слоновье седло), украшенный 84 кг золота.
- Кальяна Мантапа (Зал бракосочетаний)

Кальяна Мантапа, царский Зал бракосочетаний, восьмиугольной формы павильон со стеклянным мозаичным потолком с мотивом павлинов в геометрическом узоре. Весь интерьер был создан в Шотландии, в Глазго. Пол Мантапы повторяет тему павлина, выложенную плиткой из Англии. Великолепие зала подчеркивают стены с множеством картин, иллюстрирующих королевские процессии и празднования Дашара прошлых лет.

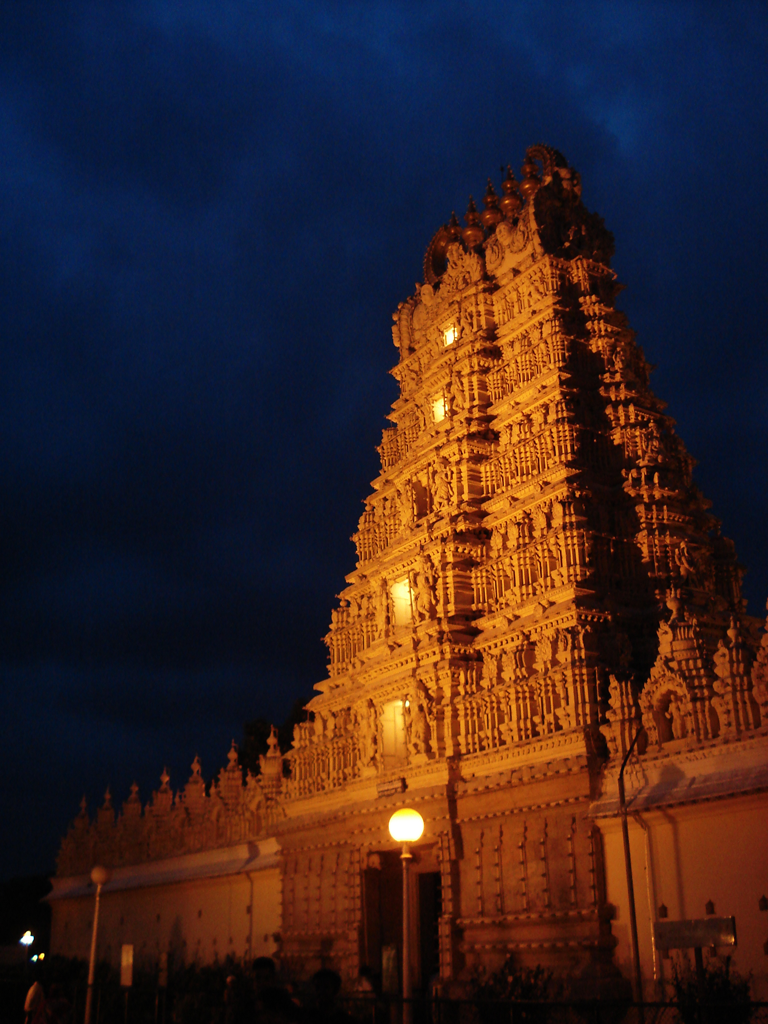
Храм в дворцовом комплексе

## Храмы
Дворцовый комплекс включает в себя двенадцать индуистских храмов. Самый старый из них был построен в XIV веке, тогда как последние в 1953 году.
Наиболее известные храмы:
- Сомешвара, посвященный Шиве;
- Лакшмирамана, посвященный Вишну;
- Швеса Варахасвами, посвященный богу Вараха, одному из 10 воплощений Вишну.

## Достопримечательности

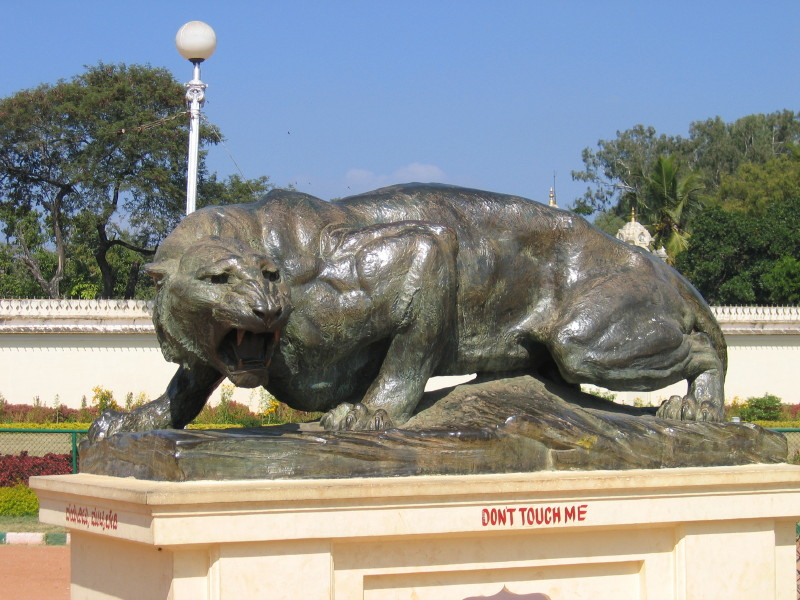
Бронзовый леопард у ворот

Во дворце есть несколько важных комнат. К ним относятся:
- Зал для частных аудиенций. Это зал, в котором король совещался со своими министрами и принимал посетителей, заслуживающих особого внимания;
- Зал собраний. Это зал, где население могло встретиться с королём в отведённое для этого время;
- Королевский зал бракосочетаний;
- Оружейная палата: в ней находится арсенал, который содержит набор различных типов оружия, используемых членами королевской семьи. К ним относится оружие, которое использовалось в XIV веке (копья, ножи и т. д.), а также оружие, которым пользовались в начале XX века (пистолеты и т. п.).